# خر، خیرونا
خر (به اسپانیایی: Ger, Girona) یک شهرستان در اسپانیا است که در en:Cerdanya واقع شده‌است.

## خصوصیات
خر ۳۳٫۳۹ کیلومترمربع مساحت دارد ۱٬۱۳۵ متر بالاتر از سطح دریا واقع شده‌است.